# Девід Пегг
Девід Пегг (англ. David Pegg; 20 вересня 1935, Донкастер, Англія — 6 лютого 1958, Мюнхен, ФРН) — англійський футболіст, лівий півзахисник. Один з вісьмох футболістів «Манчестер Юнайтед», загиблих у мюнхенській авіакатастрофі 6 лютого 1958 року.

## Біографія
Був одним з «малюків Басбі», виграв два чемпіонські титули Першого дивізіону в сезонах, що передують мюнхенської трагедії, 1955/56 і 1956/57. Він також зіграв один матч за збірну Англії незадовго до своєї смерті. Пегг розглядався багатьма як ідеальна заміна у збірній Англії старіючому Тому Фінні. Він помер у віці 22 років, ставши одним з наймолодших жертв авіакатастрофи в Мюнхені, в якій загинуло 23 людини.
Девід Пегг народився в селі Гайфілдс на північ від Донкастера в Південному Йоркширі. Похований він був на місцевому кладовищі Редхаус. У пам'ять про нього було встановлене меморіальний крісло в Церкві ім. Св. Георгія в Хайфілдсі, а після закриття цієї церкви крісло перенесли в Церкву Всіх Святих у Вудлендс, яка зараз обслуговує обидві села.
Сестра Пегга, місіс Ірен Біверс, знялася в документальному фільмі 1998 року Munich: End of a Dream, який був знятий до 40-річної річниці трагедії.

## Досягнення
Манчестер Юнайтед
- Чемпіон Першого дивізіону (2): 1955/56, 1956/57
- Володар Суперкубка Англії (2): 1956, 1957
- Разом: 4 трофеї

## Статистика виступів
| Клуб              | Сезон             | Ліга | Ліга | Кубок Англії | Кубок Англії | Кубок чемпіонів | Кубок чемпіонів | Суперкубок Англії | Суперкубок Англії | Всього | Всього |
| Клуб              | Сезон             | Ігри | Голи | Ігри         | Голи         | Ігри            | Голи            | Ігри              | Голи              | Ігри   | Голи   |
| ----------------- | ----------------- | ---- | ---- | ------------ | ------------ | --------------- | --------------- | ----------------- | ----------------- | ------ | ------ |
| Манчестер Юнайтед | 1952/53           | 19   | 4    | 2            | 0            | -               | -               | 0                 | 0                 | 21     | 4      |
| Манчестер Юнайтед | 1953/54           | 9    | 0    | 0            | 0            | -               | -               | 0                 | 0                 | 9      | 0      |
| Манчестер Юнайтед | 1954/55           | 6    | 1    | 0            | 0            | -               | -               | 0                 | 0                 | 6      | 1      |
| Манчестер Юнайтед | 1955/56           | 35   | 9    | 1            | 0            | -               | -               | 0                 | 0                 | 36     | 9      |
| Манчестер Юнайтед | 1956/57           | 37   | 6    | 6            | 0            | 8               | 1               | 1                 | 0                 | 52     | 7      |
| Манчестер Юнайтед | 1957/58           | 21   | 4    | 0            | 0            | 4               | 3               | 1                 | 0                 | 26     | 7      |
| Всього за кар'єру | Всього за кар'єру | 127  | 24   | 9            | 0            | 12              | 4               | 2                 | 0                 | 150    | 28     |